# Парадин, Игорь Александрович
Игорь Александрович Парадин (10 сентября 1998, Мостовской, Краснодарский край) — российский футболист, защитник.

## Карьера
Воспитанник академии ФК «Краснодар». В сезоне-2015 играл за «Краснодар-3» в чемпионате Краснодарского края. В сезонах 2015/16 — 2018/19 играл за фарм-клубы «Краснодара» «Краснодар-2» и «Краснодар-3» в первенствах ПФЛ и ФНЛ. На профессиональном уровне дебютировал 29 июля 2016 в домашней игре против «Сочи» (2:0).
В июне 2019 вслед за Евгением Назаровым на правах аренды перешёл в клуб чемпионата Чехии «Теплице». Дебютировал 13 июля в гостевой игре против ФК «Пршибрам» (1:1).
В конце января 2022 года стал игроком клуба «Кубань Холдинг» из станицы Павловской, в составе которого дебютировал 8 марта в матче первенства. В начале января 2025 года покинул команду в связи с истечением срока действия трудового договора.

## Статистика выступлений

### Клубная статистика
По состоянию на 6.11.20
| Выступление              | Выступление      | Выступление      | Лига | Лига | Кубки | Кубки | Еврокубки | Еврокубки | Итого | Итого |
| Клуб                     | Лига             | Сезон            | Игры | Голы | Игры  | Голы  | Игры      | Голы      | Игры  | Голы  |
| ------------------------ | ---------------- | ---------------- | ---- | ---- | ----- | ----- | --------- | --------- | ----- | ----- |
| Краснодар                |                  |                  |      |      |       |       |           |           |       |       |
| Итого                    | Итого            | 0                | 0    | 0    | 0     | 0     | 0         | 0         | 0     |       |
| → Краснодар-2            | ПФЛ              | 2016/17          | 15   | 0    | —     | —     | —         | —         | 15    | 0     |
| → Краснодар-2            | ПФЛ              | 2017/18          | 22   | 0    | —     | —     | —         | —         | 22    | 0     |
| → Краснодар-2            | ФНЛ              | 2018/19          | 24   | 1    | —     | —     | —         | —         | 24    | 1     |
| → Краснодар-2            | Итого            | Итого            | 61   | 1    | 0     | 0     | 0         | 0         | 61    | 1     |
| → Краснодар-3            | ПФЛ              | 2018/19          | 13   | 0    | —     | —     | —         | —         | 13    | 0     |
| → Краснодар-3            | Итого            | Итого            | 13   | 0    | 0     | 0     | 0         | 0         | 13    | 0     |
| → Теплице                | Первая лига      | 2019/20          | 17   | 0    | 2     | 0     | —         | —         | 19    | 0     |
| → Теплице                | Первая лига      | 2020/21          | 2    | 0    | 0     | 0     | —         | —         | 2     | 0     |
| → Теплице                | Итого            | Итого            | 19   | 0    | 2     | 0     | 0         | 0         | 21    | 0     |
| → Чайка (Песчанокопское) | ФНЛ              | 2020/21          | 2    | 0    | 0     | 0     | —         | —         | 2     | 0     |
| → Чайка (Песчанокопское) | Итого            | Итого            | 2    | 0    | 0     | 0     | 0         | 0         | 2     | 0     |
| Всего за карьеру         | Всего за карьеру | Всего за карьеру | 95   | 1    | 2     | 0     | 0         | 0         | 97    | 1     |